# Campo de concentración de Mittelbau-Dora
El Campo de concentración de Mittelbau-Dora también ha sido llamado Dora o Dora-Nordhausen construido para albergar a los trabajadores que producían las V2, V1 y algunos motores de avión en la fábrica subterránea de Mittelwerk. Fundado el 28 de agosto de 1943 como campo anexo del Campo de concentración de Buchenwald en la vertiente sur del Kohnstein, al lado del pueblo de Nordhausen, en Turingia.
Los túneles de la montaña de Kohnstein fueron la mayor fábrica de armamento subterránea de la Segunda Guerra Mundial con una longitud de conjunto de aproximadamente 20 km y es la mayor instalación subterránea del mundo.
En los primeros momentos las tareas de investigación y las primeras cadenas de producción del misil estuvieron emplazadas en la Planta de Investigación Militar de Peenemünde. Tras el bombardeo de ésta (Operación Hidra) por bombarderos británicos en la noche del 17 al 18 de agosto de 1943, haciendo que la producción de los V2 tuviera que trasladarse hacia las montañas del Kohnstein, con el fin de protegerla de los bombardeos aliados y mantener la producción al máximo posible.

## Construcción del campo
Como lugar de producción se eligió la montaña de Kohnstein, cerca de Nordhausen, donde ya en 1936 se había instalado una planta subterránea por encargo de la Wifo (Wirtschaftliche Forschungsgesellschaft); en un primer momento lo que habría de situarse aquí era un campo subterráneo destinado a los carburantes. Los túneles que ya existían se reformaron a partir de 1943 como lugar de producción de las V2. A lo largo de todo el tiempo en que se utilizaron los túneles llegaron a extenderse hasta una longitud de 20 km en el interior de la montaña.
El primer transporte de prisioneros, con 107 presos, llegó al Kohnstein el 28 de agosto de 1943, apenas diez días después de la destrucción de las instalaciones de Peenemünde. En estos momentos no existía todavía un campo, sino simplemente los túneles, que en una fase inicial servían también para el alojamiento de los presos. No se comenzó la producción de forma inmediata, sino que se trabajó en la cementación de los túneles, construcción de caminos y de la comunicación por ferrocarril, la construcción de espacios nuevos y la instalación de las grandes máquinas para la cadena de producción. Todas estas tareas se ejecutaron por presos, en la mayor parte de los casos sin ningún tipo de medio de transporte o de ayuda.
En los momentos iniciales las condiciones de vida para los presos eran extremadamente malas. En los primeros meses ya murieron miles de ellos por agotamiento, subalimentación y por enfermedades pulmonares, agudizadas por el polvo de las voladuras. En esta primera fase era también completamente insuficiente la atención médica a los presos. Una de las salas se habilitó como dispensario, pero no era suficiente para atender a los enfermos.
Los presos perforaron en la montaña dos túneles que discurrían paralelos (llamados Túneles A y B). En los túneles se instalaron vías férreas para transportar en el interior de los túneles las piezas necesarias para la producción y también los misiles ya construidos. Los Túneles A y B eran respectivamente de una longitud de unos 1,8 km y de unos 30 m de altura. Ambos estaban conectados por un total de 46 túneles transversales. La longitud del conjunto de los túneles alcanzaba un total de unos 20 km y la superficie total ascendía a los 250.000 m².

## La producción
La producción real del V2 no empezó hasta que había transcurrido medio año desde la fundación del campo, en enero de 1944. El ingeniero de proyectiles Arthur Rudolph utilizó el trabajo forzado de los presos del campo de concentración para la construcción del V2. Es posteriormente cuando se levantó un campo para los presos, en el que pudieron ser alojados ya en primavera. Con el cambio de alojamiento de los presos desde los túneles al campo se mejoraron algo las condiciones de vida.
En el verano de 1944 se añadió a las tareas de producción la de bomba volante V1. Además, las empresas Heinkel y Junkers fabricaron en los túneles aeronaves o bien motores de avión. Es en este año, 1944, cuando se autorizó el levantamiento de alojamientos al aire libre en la zona sur junto a la entrada principal de los túneles pero este hecho no evitó el riego continuo de muertes.
El trabajo siempre se desarrolló en los túneles soterrados del campo; consistía primero en excavaciones para crear más túneles evitando así los bombardeos aliados y segundo en la construcción de armas, misiles V1 y V2, proyectos experimentales y la producción de amoniaco.
Las condiciones de trabajo eran extremadamente duras; el trabajo durante 12 horas se realizaba en los túneles carentes de luz natural y ventilación por lo que el nivel de mortandad era enorme así como el de agotamiento de los prisioneros que al menor síntoma de debilidad eran enviados a Auschwitz o Mauthausen en donde serían asesinados.
Los túneles consistían en dos pasillos anchos, casi rectos y largos llamados "A" y "B" que se conectaban entre sí mediante otros 47 túneles lo que le daba la sensación de una larga escalera tumbada. En esta red de túneles las empresas alemanas AEG, AG, Askania, BMW, Demag, Heinkel, Junkers, Rheinmetall, Ruhrstaal, Siemens, Telefunken o Walther entre otras colaboraron en los proyectos de armamento y motores de aviación así como otros procesos de investigación pero siempre con una mano de obra esclavizada.
La población de prisioneros fue aumentando según la necesidad de armas y misiles para el gobierno nazi; si en octubre de 1943 había unos 7000 y en enero de 1944 el número rondaba los 12 000, este número aumentó en los siguientes doce meses a 19 000 llegando en marzo de 1945 a un total de 20 000 prisioneros esclavizados.
De los 60 000 prisioneros provenientes de 40 países, utilizados como trabajadores forzosos en Dora Mittelbau, unos 40 000 murieron a causa de las brutales condiciones de alojamiento y trabajo. De los túneles de Dora Mittelbau salieron un total de 4575 bombas volantes, las V2, y para su fabricación murieron directamente en su producción 26 500 prisioneros, es decir, que cada V2 se llevó por delante a una media de seis prisioneros.

## El campo de concentración Mittelbau
En el otoño de 1944 el Kommando Dora quedó separado administrativamente del campo principal de Buchenwald y fue renombrado como „Konzentrationslager Mittelbau”. Hacia abril de 1945 en la región circundante se estableció una densa red de cerca de 40 campos anejos. Cada uno de estos campos tenía su función dentro del complejo, actuando Mittelbau como central.
Con ello había tres distintos tipos de campos: de producción, de construcción y de muerte.
Los presos que quedaban "desgastados" en los Kommandos de producción (por ejemplo, en los campos de Rottleberode, en el campo de Kleinbodungen, etc.) eran llevados a un campo de construcción (como por ejemplo Ellrich, Harzungen, etc.) y debían prestar allí trabajos pesados en las distintas obras, como podía ser en la finalización de la construcción del Helmetalbahn, con el que el tráfico suprarregional del tramo sur del Harz se desviaría hacia el campo de concentración. Debido a los penosos trabajos físicos los presos resultaban muy pronto "inutilizables” y finalmente se enviaban a los llamados campos de la muerte (como el del Cuartel Boelcke), donde en su mayor parte eran abandonados a su suerte, sin atención médica alguna.
Trece fueron las principales empresas que utilizaron en sus factorías a prisioneros esclavizados: BMW, Rheinmetall Borsig AG, Erla, Ford, Heinkel, IG Farben Industries, Junker, Acerías Krupp, Optique Iena, Schneider, Solvay, Vistra y Zeistz.

## Sabotaje
En los túneles y durante la fabricación de la V2 se creó un numeroso grupo de prisioneros que se decidieron por el sabotaje de los elementos de la bomba; empezando por la mala colocación de las piezas y terminando por orinar en los giróscopos de dirección se consiguió que muchas de estas bombas fallasen en sus lanzamientos o bien errasen el objetivo al que eran lanzadas.
Por supuesto, los nazis no tardaron en darse cuenta de que determinados fallos de las V2 estaban originados en el sabotaje y no en el diseño por lo que se controlaba continuamente la producción y cuando se probaba la implicación de un prisionero era inmediatamente torturado hasta la saciedad y ahorcado delante de los demás como ejemplo del castigo a quienes siguiesen con el sabotaje. Se estima en unos 200 prisioneros ahorcados por este motivo.

## La liberación del campo

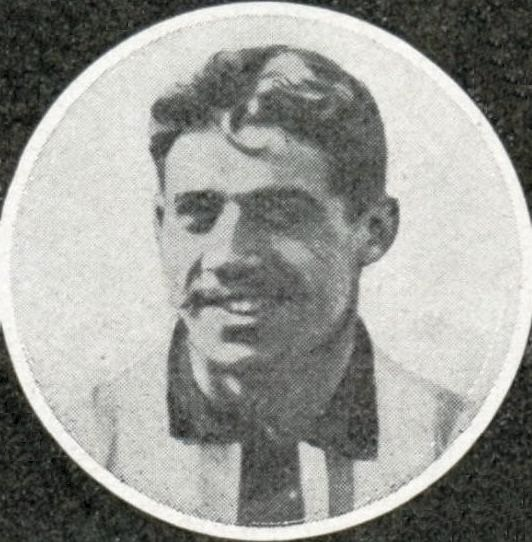
Eugène Maës en 1913.Jugador de la selección francesa de fútbol murió el 30 de marzo de 1945 en el campo de concentración.

El campo fue finalmente liberado el 11 de abril de 1945 por el 1.er Ejército de los Estados Unidos. Sin embargo la ayuda iba a llegar demasiado tarde para la mayoría de los presos, ya que habían sido enviados en transportes de evacuación y en las llamadas Marchas de la muerte. Únicamente se había dejado a los enfermos y moribundos.
Estas marchas de la muerte se dirigieron hacia los campos de concentración de Bergen-Belsen, Sachsenhausen y hacia la Bahía de Lübeck (véase Cap Arcona), donde numerosos presos de los campos perdieron la vida cuando los barcos que se hallaban allí fueron hundidos por bombarderos Aliados.
1.016 presos resultaron quemados en vida en un granero cercano a Gardelegen.
Durante los 18 meses de existencia del campo unos 60.000 presos, de 21 países, pasaron por el complejo de Mittelbau; 20.000 de ellos murieron en el campo.
Muchos aficionados a la técnica ven en la producción de misiles en Dora-Mittelbau una obra maestra entre los logros de la técnica. Sin embargo, teniéndose en cuenta las cifras de víctimas queda claro que aquí el desarrollo y los avances se llevaron a cabo sin consideración alguna hacia el coste de vidas y en la salud de las personas. En condiciones normales -humanas– difícilmente hubieran podido aquellos ambiciosos "Pioneros de los cohetes” llevar a cabo su "salto técnico de una década”. Estas sombras se proyectarán para siempre en la cuna de los Viajes espaciales”.
Hoy el campo de concentración de Mittelbau sirve como paradigma del trabajo esclavo al que se sometió a muchas personas durante la época del III Reich.

## Utilización después de la guerra
Tras la realización de un inventario por parte de las fuerzas estadounidenses y las soviéticas, y un breve periodo de utilización como alojamiento para refugiados y hospital militar, las instalaciones de Mittelbau-Dora permanecieron durante largos años sin ser objeto de especial atención. Únicamente el 11 de abril de 1946 se erigió un monumento en el crematorio por la Autoridad soviética de ocupación y en 1954 se declaró al Crematorio como un lugar de recuerdo a las víctimas.
Una vez que los soviéticos hubiesen acabado de desmantelar las instalaciones, intentaron volar por completo mediante explosivos, algo que, en parte, resultó fallido, puesto que la onda expansiva escapó por los pozos de ventilación y, únicamente, se hundieron los entibados de los túneles donde se habían detonado cargas explosivas. Después se volaron únicamente las cuatro entradas norte y sur de los túneles principales A y B, así como los túneles del norte C, C1, D y D1. Las áreas de los túneles C y D se despejaron de nuevo en la década de los años 70; los túneles C sirvieron como respiraderos y, más tarde, se habilitaron tres espacios como lugar de almacenamiento refrigerado para verduras. La temperatura en la montaña, 8 °C, y la humedad relativa del aire, de un 60%, permitían el almacenamiento de múltiples producciones. Los túneles del área D sirvieron como almacenes de patatas. Desde el área C y, a través de los pozos de ventilación, y, también los sectores A y B-Bereich, acabaron secándose y quedando completamente accesibles. Las naves de producción, de una longitud de 160 m, se habían derrumbado parcialmente. Tras el desmontaje, sólo destacaban los conductos de ventilación, los bancos de trabajo y una fundición.

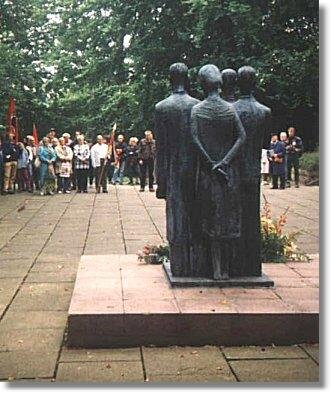
Monumento de Jürgen von Woyski ante el crematorio del campo Mittelbau-Dora, junto a Nordhausen, en la fotografía en el curso de una ceremonia conmemorativa.

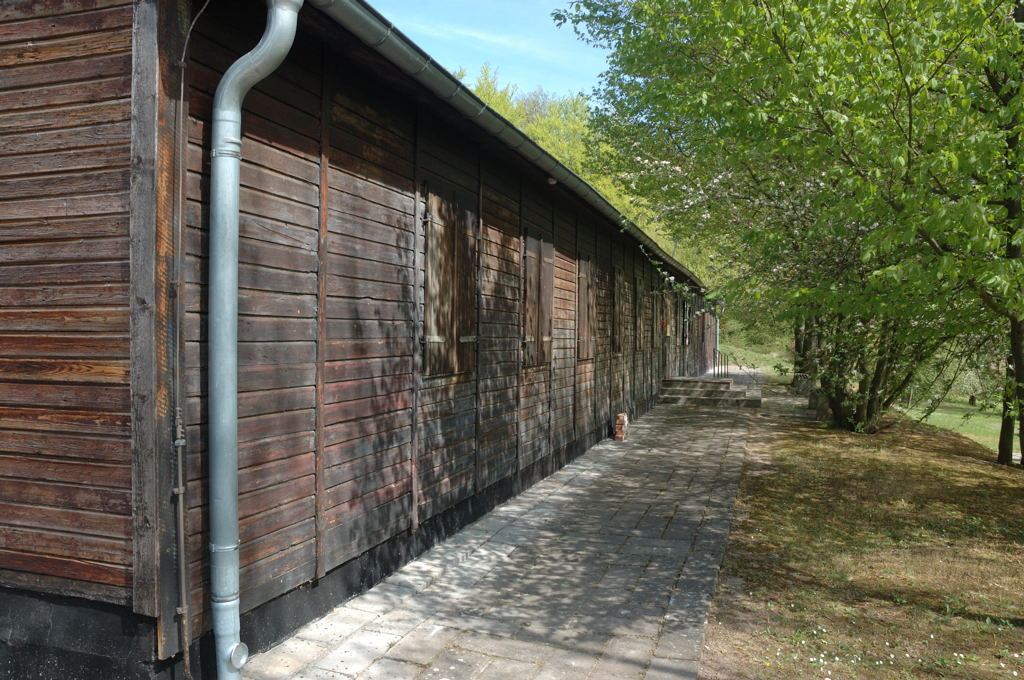
Barraca reconstruida.

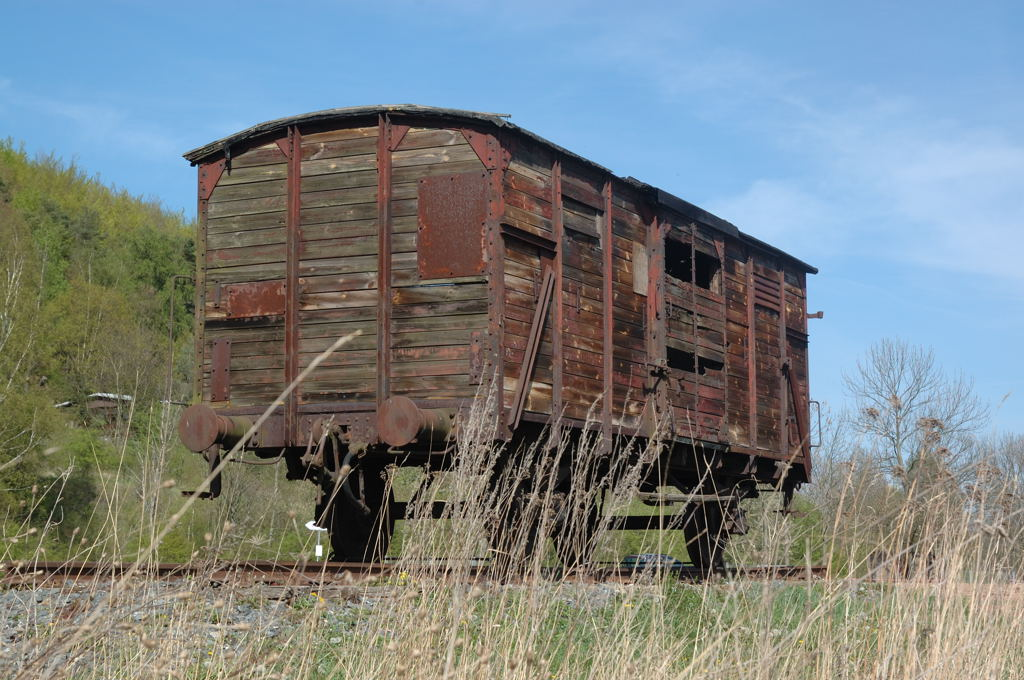
Uno de los vagones en que se transportaba a los presos.

Hasta 1966, no se inauguró el memorial ("Mahn- und Gedenkstätte Mittelbau-Dora”). Las exposiciones en el museo, instalado en lo que había sido el crematorio, se focalizaron en torno al tema de la 'resistencia antifascista' y, con ello, obviaron otros que podrían resultar menos convenientes a la orientación política que, entonces, se buscaba. En el quincuagésimo aniversario de la liberación, en 1995, fue inaugurado de nuevo el memorial, ahora con un planteamiento distinto, aunque incluyendo, también, elementos de la época de la RDA. Ahora, en el marco de visitas guiadas, es accesible al público también una pequeña parte del sistema de túneles, mediante la apertura de un nuevo acceso en 1988. Gracias a esto, se pueden observar espacios que, en su momento, se habían dedicado a la producción y, también, otros para el alojamiento de los presos.
En la primavera de 2005, se inauguró el nuevo edificio principal y, en septiembre de 2006, abrió una nueva exposición permanente.
De los edificios originales de la superficie, con la excepción del crematorio, de un edificio de los bomberos y de una barraca, nada queda, de no ser los cimientos. Las instalaciones de los túneles quedaron en amplias zonas anegadas por las aguas subterráneas y, a veces, hundidas, posiblemente también como consecuencia de la explotación industrial del entorno.
La barraca que hoy puede verse se reconstruyó con partes de varias de las construcciones originales. En los años 50 del siglo XX, se habían desmontado dos barracas del antiguo recinto del campo y, en aquellos terrenos, se instaló una fábrica de cigarrillos preexistente en las cercanías, que utilizó el lugar durante mucho tiempo como guardería infantil de la empresa y como bolera, respectivamente. Hasta principios de la década de los años 90, y, a partir de los materiales supervivientes de las dos barracas, se pudo reconstruir una barraca, tratando de seguir fielmente el aspecto original.
El sistema de túneles fue escenario tras la reunificación de Alemania de numerosos expolios por parte de buscadores de tesoros y de coleccionistas de trofeos, los cuales aprovecharon la falta de medidas de seguridad en el acceso a las instalaciones de la montaña por el lado norte del Kohnstein. Willi Kramer, arqueólogo alemán, en 1992 y 1998, realizó inspecciones en el sistema de túneles, evaluó en unas 70 t el material robado hasta el momento. Hasta el año 2004, no se pudo cerrar la entrada trasera.

## El Comité de Dora
En el verano de 1990, varios antiguos presos de campo de Dora de Francia, Bélgica y Checoslovaquia fundaron, por iniciativa de Jacques Brun (París, 20 de noviembre de 1921 - 8 de julio de 2007), el Comité europeo de Dora, Ellrich, Harzungen y sus Kommandos "por la Memoria" como asociación de antiguos presos. En 1995, fundó Jacques Brun la Asociación "Juventud por Dora" y llamó a los jóvenes a proseguir el trabajo para la memoria contra el olvido de los crímenes nacionalsocialistas. Hasta 1996, Brun estuvo como secretario general a la cabeza del Comité, fundado para mantener vivo en la conciencia internacional el recuerdo de los crímenes cometidos en el campo de Mittelbau-Dora.
Jacques Brun fue apresado en su juventud por los nazis y enviado, en agosto de 1944, al campo de Buchenwald. Desde allí, fue trasladado por las SS, en septiembre de 1944, al campo de Mittelbau-Dora. Más tarde, se le transfirió al campo exterior de Ellrich, de donde, en abril de 1945, fue enviado por las SS a una de las denominadas "Marchas de la Muerte",  que sobrevivió.

## Subcampos
Los subcampos de Mittelbau-Dora fueron: Artern, Blankenburg, Gross-Werther, Harzungen, Hohlstedt, Kleinbodungen, Langenstein, Niedersachswerfen, Nordhausen, Osterode am Harz, Rossla, Rottleberode, Salza-Thuringen, Sangerhausen, Sollstedt, Wieda y Woffleben.

## Lista de oficiales
La siguiente es una lista parcial de los oficiales del campo:
- Ingeniero civil Arthur Rudolf: Muerto por edad en 1996.
- S.S. Emil Buhring: Sentenciado a Cadena Perpetua.
- S.S. Erhart Brauny: Sentenciado a Cadena Perpetua.
- Mujer S.S. Erna Petermann: Fugada.
- S.S. Erwin Busta: Fugado.
- S.S. Georg Konig: Sentenciado a Cadena Perpetua.
- S.S. Georg Rikhey: Absuelto.
- S.S. Gerhard Degenkolb
- S.S. Hans-Karl Moser: Sentenciado a muerte y ejecutado el 30-12-1947.
- S.S. Hans Kammler
- S.S. Dr. Heinrich Schmidt: Absuelto.
- S.S. Heinz Detmers: Sentenciado a 7 años de prisión.
- Mujer S.S. Ilse Steinbusch
- S.S. Josef Fuchsloch: Absuelto.
- S.S. Josef Killian: Sentenciado a Cadena Perpetua.
- S.S. Kurt Andrae: Sentenciado a Cadena Perpetua.
- S.S. Kurt Heinrich: Absuelto.
- S.S. Oskar Helbig: Sentenciado a 20 años de prisión.
- S.S. Otto Brinkmann: Sentenciado a Cadena Perpetua.
- S.S. Paul Maischein: Sentenciado a 5 años de prisión.
- S.S. Richard Walenta: Sentenciado a 20 años de prisión.
- S.S. Rudolf Jacobi: Sentenciado a Cadena Perpetua.
- General S.S. Walter Dornberger: Director del programa de misiles. Muerto el 27-06-1980.
- Ingeniero civil Walter Schriel: Partícipe del programa de misiles.
- S.S. Walter Ulbricht: Sentenciado a 5 años de prisión.
- S.S. Wilhem Simon: Sentenciado a Cadena Perpetua.
- S.S. Willi Zwiener: Sentenciado a 25 años de prisión.

## Películas y menciones de películas
- Eberhard Görner: KZ Mittelbau-Dora – Erinnerung an die Hölle (Documental)
- 2006: The Good German, una película americana de Steven Soderbergh que trata entre otros asuntos el conocimiento que los científicos de los proyectos balísticos tenían sobre las condiciones inhumanas en Dora-Mittelbau.